# Milwaukee Mustangs (1993–2001)
Die Milwaukee Mustangs waren ein Arena-Football-Team aus Milwaukee (Wisconsin), das in der Arena Football League (AFL) spielte. Die Mustangs trugen ihre Heimspiele im Bradley Center aus.

## Geschichte
Die Mustangs wurden 1993 gegründet und starteten 1994 in der AFL. Die Mustangs hatten in ihrer Franchisegeschichte einen beachtlichen Zuschauerschnitt von 13.900 pro Heimspiel und das obwohl nur vier Mal die Playoffs erreicht wurden und sie nie über das Viertelfinale hinaus kamen.
Desaströs verlief die erste Saison 1994, in der alle Spiele verloren wurden und somit schlussendlich bei keinem Sieg und zwölf Niederlagen stand.
Nach der Saison 2001, auch aufgrund des Zuschauerrückgangs, wurde das Franchise aufgelöst.
Milwaukee sollte im Jahr 2010 ein weiteres AFL-Franchise erhalten, nämlich die Milwaukee Iron. Nach nur einer Saison änderte das Franchise seinen Namen zurück in Milwaukee Mustangs, um das Franchise, in Anlehnung an die Mustangs von 1994 bis 2001, beliebter und rentabler zu machen.

## Saisonstatistiken
| Jahr | Team               | Liga | S  | N  | Playoffs erreicht | Playoffrunde                                |
| ---- | ------------------ | ---- | -- | -- | ----------------- | ------------------------------------------- |
| 1994 | Milwaukee Mustangs | AFL  | 0  | 12 | nein              |                                             |
| 1995 | Milwaukee Mustangs | AFL  | 4  | 8  | nein              |                                             |
| 1996 | Milwaukee Mustangs | AFL  | 10 | 4  | ja                | N Viertelfinale gg. Albany Firebirds 58:70  |
| 1997 | Milwaukee Mustangs | AFL  | 8  | 6  | ja                | N Viertelfinale gg. Arizona Rattlers 29:46  |
| 1998 | Milwaukee Mustangs | AFL  | 7  | 7  | nein              |                                             |
| 1999 | Milwaukee Mustangs | AFL  | 7  | 7  | ja                | N Viertelfinale gg. Iowa Barnstormers 34:66 |
| 2000 | Milwaukee Mustangs | AFL  | 7  | 7  | ja                | N Wild Card Round gg. Tampa Bay Storm 64:72 |
| 2001 | Milwaukee Mustangs | AFL  | 3  | 11 | nein              |                                             |

## Zuschauerentwicklung
| Jahr | Team               | Zuschauerdurchschnitt |
| ---- | ------------------ | --------------------- |
| 1994 | Milwaukee Mustangs | 14.231                |
| 1995 | Milwaukee Mustangs | 14.141                |
| 1996 | Milwaukee Mustangs | 15.567                |
| 1997 | Milwaukee Mustangs | 15.266                |
| 1998 | Milwaukee Mustangs | 14.663                |
| 1999 | Milwaukee Mustangs | 14.195                |
| 2000 | Milwaukee Mustangs | 13.079                |
| 2001 | Milwaukee Mustangs | 10.138                |